# Districte electoral de Gandesa
El districte de Gandesa fou una circumscripció electoral del Congrés dels Diputats utilitzada en les eleccions generals espanyoles entre 1871 i 1923. Es tractava d'un districte uninominal, ja que només era representat per un sol diputat.

## Àmbit geogràfic
El districte comprenia tot el partit judicial de Gandesa i alguns municipis de l'actual comarca de la Ribera d'Ebre que pertanyien al partit de Falset.

## Diputats electes
| Elecció | Elecció        | Diputat                       | Partit/Ideologia                      |
| ------- | -------------- | ----------------------------- | ------------------------------------- |
|         | 1871           | Matias Vall i Llaberia        | Sense dades                           |
|         | 1872 (abril)   | Sense dades                   | Sense dades                           |
|         | 1872 (agost)   | Josep Franquet i Dara         | Sense dades                           |
|         | 1873           | Josep Compte i Pedret         | Sense dades                           |
|         | 1876           | Eduard Gasset i Matheu        | Conservador                           |
|         | 1879           | Josep Ferrer i Forés          | Conservador                           |
|         | 1881           | Pere Antoni Torres i Jordi    | Liberal                               |
|         | 1884           | Josep Ferrer i Forés          | Conservador                           |
|         | 1886           | Pere Antoni Torres i Jordi    | Liberal                               |
|         | 1889 (parcial) | Federico Loygorri de la Torre | Liberal                               |
|         | 1891           | Salvador de Samà i Torrents   | Liberal                               |
|         | 1898           | Joaquim de Sarriera i Milans  | Liberal                               |
|         | 1899           | Enric de Llanes i de Clariana | Conservador                           |
|         | 1901           | Juan de Urquía y Redecilla    | Liberal                               |
|         | 1903 (parcial) | Enric Bosch i Herreros        | Liberal                               |
|         | 1905           | Juan de Urquía y Redecilla    | Liberal moretista                     |
|         | 1907           | Joan Caballé i Goyeneche      | Republicà solidari                    |
|         | 1910           | Joan Caballé i Goyeneche      | Unió Federal Nacionalista Republicana |
|         | 1914           | Joan Caballé i Goyeneche      | Reformista                            |
|         | 1916           | Carles Maristany i Benito     | Liberal                               |
|         | 1918           | Macià Mallol i Bosch          | Republicà nacionalista                |
|         | 1919           | Joan Pich i Pon               | Coalició republicana (PRR)            |
|         | 1920           | Joan Caballé i Goyeneche      | Republicà independent                 |
|         | 1923           | Carles Maristany i Benito     | Lliga Regionalista                    |

## Resultats electorals

### Dècada de 1920
| Eleccions generals del 29/04/1923 |                          |                           |        |      |
| Partit/Ideologia                  | Partit/Ideologia         | Candidat                  | Vots   | %    |
|                                   | Lliga Regionalista       | Carles Maristany i Benito | 4.992  | 54,4 |
|                                   | Partit Republicà Radical | Joan Caballé i Goyeneche  | 4.169  | 45,4 |
|                                   | Altres                   | Altres                    | 2      | 0,0  |
| Vots en blanc                     | Vots en blanc            | Vots en blanc             | 16     | 0,2  |
| Total                             | Total                    | Total                     | 9.179  | 100  |
| Cens/participació                 | Cens/participació        | Cens/participació         | 12.614 | 72,8 |

| Eleccions generals del 19/12/1920 |                       |                          |                                                     |
| Partit/Ideologia                  | Partit/Ideologia      | Candidat                 | Vots                                                |
|                                   | Republicà independent | Joan Caballé i Goyeneche | Electe mitjançant l'article 29 de la llei electoral |

### Dècada de 1910
| Eleccions generals del 01/06/1919 |                            |                 |                                                     |
| Partit/Ideologia                  | Partit/Ideologia           | Candidat        | Vots                                                |
|                                   | Coalició republicana (PRR) | Joan Pich i Pon | Electe mitjançant l'article 29 de la llei electoral |

| Eleccions generals del 24/02/1918 |                        |                              |        |      |
| Partit/Ideologia                  | Partit/Ideologia       | Candidat                     | Vots   | %    |
|                                   | Republicà nacionalista | Macià Mallol i Bosch         | 4.569  | 51,8 |
|                                   | Monàrqic independent   | José Luis de Oriol i Urigüen | 4.164  | 47,2 |
|                                   | Independent            | Emili Corbella               | 0      | 0,0  |
|                                   | Altres                 | Altres                       | 24     | 0,3  |
| Vots en blanc                     | Vots en blanc          | Vots en blanc                | 60     | 0,7  |
| Total                             | Total                  | Total                        | 8.817  | 100  |
| Cens/participació                 | Cens/participació      | Cens/participació            | 12.397 | 71,1 |

| Eleccions generals del 09/04/1916 |                          |                           |       |
| Partit/Ideologia                  | Partit/Ideologia         | Candidat                  | Vots  |
|                                   | Liberal                  | Carles Maristany i Benito | 4.860 |
|                                   | Reformista               | Joan Caballé i Goyeneche  | 4.222 |
|                                   | Partit Republicà Radical | Jaume Puig i Llevadot     | 96    |
| Vots en blanc                     | Vots en blanc            | Vots en blanc             | 2     |

| Eleccions generals del 08/03/1914 |                          |                            |        |      |
| Partit/Ideologia                  | Partit/Ideologia         | Candidat                   | Vots   | %    |
|                                   | Reformista               | Joan Caballé i Goyeneche   | 5.280  | 56,4 |
|                                   | Liberal                  | Juan de Urquía y Redecilla | 3.953  | 42,2 |
|                                   | Partit Republicà Radical | Raimon Rovirosa i Blanch   | 52     | 0,6  |
| Vots en blanc                     | Vots en blanc            | Vots en blanc              | 24     | 0,3  |
| Vots nuls                         | Vots nuls                | Vots nuls                  | 57     | 0,6  |
| Total                             | Total                    | Total                      | 9.366  | 100  |
| Cens/participació                 | Cens/participació        | Cens/participació          | 11.966 | 78,3 |

| Eleccions generals del 08/05/1910 |                                       |                          |        |      |
| Partit/Ideologia                  | Partit/Ideologia                      | Candidat                 | Vots   | %    |
|                                   | Unió Federal Nacionalista Republicana | Joan Caballé i Goyeneche | 5.738  | 62,0 |
|                                   | Liberal                               | Mateu Vila Tarazona      | 3.292  | 35,6 |
|                                   | Altres                                | Altres                   | 43     | 0,5  |
| Vots en blanc                     | Vots en blanc                         | Vots en blanc            | 179    | 1,9  |
| Total                             | Total                                 | Total                    | 9.252  | 100  |
| Cens/participació                 | Cens/participació                     | Cens/participació        | 11.786 | 78,5 |

### Dècada de 1900
| Eleccions generals del 21/04/1907 |                           |                            |        |      |
| Partit/Ideologia                  | Partit/Ideologia          | Candidat                   | Vots   | %    |
|                                   | Republicà solidari        | Joan Caballé i Goyeneche   | 4.312  | 56,0 |
|                                   | Conservador anti-solidari | Antoni Albafull i Vidal    | 3.306  | 42,9 |
|                                   | Liberal anti-solidari     | Juan de Urquía y Redecilla | 0      | 0,0  |
|                                   | Altres                    | Altres                     | 81     | 1,1  |
| Vots en blanc                     | Vots en blanc             | Vots en blanc              | 6      | 0,1  |
| Total                             | Total                     | Total                      | 7.705  | 100  |
| Cens/participació                 | Cens/participació         | Cens/participació          | 11.870 | 64,9 |

| Eleccions generals del 10/11/1905 |                    |                            |        |      |
| Partit/Ideologia                  | Partit/Ideologia   | Candidat                   | Vots   | %    |
|                                   | Liberal moretista  | Juan de Urquía y Redecilla | 3.245  | 46,0 |
|                                   | Liberal monterista | Enric Bosch i Herreros     | 3.215  | 45,5 |
|                                   | Altres             | Altres                     | 597    | 8,5  |
| Vots en blanc                     | Vots en blanc      | Vots en blanc              | 3      | 0,0  |
| Total                             | Total              | Total                      | 7.060  | 100  |
| Cens/participació                 | Cens/participació  | Cens/participació          | 11.379 | 62,0 |

| Elecció parcial del 26/05/1903 |                         |                        |        |      |
| Partit/Ideologia               | Partit/Ideologia        | Candidat               | Vots   | %    |
|                                | Liberal                 | Enric Bosch i Herreros | 3.640  | 48,1 |
|                                | Conservador             | Conde de San Bernardo  | 2.815  | 37,2 |
|                                | Comunió Tradicionalista | Ricard Vidal i Comas   | 988    | 13,0 |
|                                | Altres                  | Altres                 | 132    | 1,7  |
| Total                          | Total                   | Total                  | 7.575  | 100  |
| Cens/participació              | Cens/participació       | Cens/participació      | 11.279 | 67,2 |

| Eleccions generals del 19/05/1901 |                     |                            |        |      |
| Partit/Ideologia                  | Partit/Ideologia    | Candidat                   | Vots   | %    |
|                                   | Liberal             | Juan de Urquía y Redecilla | 3.600  | 53,0 |
|                                   | Liberal canalejista | Enric Bosch i Herreros     | 3.187  | 46,9 |
|                                   | Altres              | Altres                     | 3      | 0,0  |
| Total                             | Total               | Total                      | 6.790  | 100  |
| Cens/participació                 | Cens/participació   | Cens/participació          | 11.122 | 61,1 |

### Dècada de 1890
| Eleccions generals del 16/04/1899 |                   |                               |        |      |
| Partit/Ideologia                  | Partit/Ideologia  | Candidat                      | Vots   | %    |
|                                   | Conservador       | Enric de Llanes i de Clariana | 2.814  | 53,7 |
|                                   | Altres            | Altres                        | 2.427  | 46,3 |
| Total                             | Total             | Total                         | 5.241  | 100  |
| Cens/participació                 | Cens/participació | Cens/participació             | 11.207 | 46,8 |

| Eleccions generals del 27/03/1898 |                   |                              |        |      |
| Partit/Ideologia                  | Partit/Ideologia  | Candidat                     | Vots   | %    |
|                                   | Liberal           | Joaquim de Sarriera i Milans | 6.799  | 99,8 |
|                                   | Altres            | Altres                       | 15     | 0,2  |
| Total                             | Total             | Total                        | 6.814  | 100  |
| Cens/participació                 | Cens/participació | Cens/participació            | 10.991 | 62,0 |

| Eleccions generals del 12/04/1896 |                   |                             |        |      |
| Partit/Ideologia                  | Partit/Ideologia  | Candidat                    | Vots   | %    |
|                                   | Liberal           | Salvador de Samà i Torrents | 3.929  | 59,8 |
|                                   | Altres            | Altres                      | 2.645  | 40,2 |
| Total                             | Total             | Total                       | 6.574  | 100  |
| Cens/participació                 | Cens/participació | Cens/participació           | 11.180 | 58,8 |

| Eleccions generals del 05/03/1893 |                   |                             |        |      |
| Partit/Ideologia                  | Partit/Ideologia  | Candidat                    | Vots   | %    |
|                                   | Liberal           | Salvador de Samà i Torrents | 3.129  | 40,0 |
|                                   | Altres            | Altres                      | 4.694  | 60,0 |
| Total                             | Total             | Total                       | 7.823  | 100  |
| Cens/participació                 | Cens/participació | Cens/participació           | 10.853 | 72,1 |

| Eleccions generals del 01/02/1891 |                  |                             |       |
| Partit/Ideologia                  | Partit/Ideologia | Candidat                    | Vots  |
|                                   | Liberal          | Salvador de Samà i Torrents | 2.220 |

### Dècada de 1880
| Elecció parcial del 30/01/1889 |                  |                               |       |       |
| Partit/Ideologia               | Partit/Ideologia | Candidat                      | Vots  | %     |
|                                | Liberal          | Federico Loygorri de la Torre | 1.100 | 100,0 |
| Total                          | Total            | Total                         | 1.100 | 100   |

| Eleccions generals del 04/04/1886 |                  |                            |       |      |
| Partit/Ideologia                  | Partit/Ideologia | Candidat                   | Vots  | %    |
|                                   | Liberal          | Pere Antoni Torres i Jordi | 1.141 | 76,3 |
|                                   | Altres           | Altres                     | 355   | 23,7 |
| Total                             | Total            | Total                      | 1.496 | 100  |

| Eleccions generals del 27/04/1884 |                  |                      |       |      |
| Partit/Ideologia                  | Partit/Ideologia | Candidat             | Vots  | %    |
|                                   | Conservador      | Josep Ferrer i Forés | 1.022 | 62,3 |
|                                   | Altres           | Altres               | 619   | 37,7 |
| Total                             | Total            | Total                | 1.641 | 100  |

| Elecció parcial del 28/09/1881 |                  |                            |       |       |
| Partit/Ideologia               | Partit/Ideologia | Candidat                   | Vots  | %     |
|                                | Liberal          | Pere Antoni Torres i Jordi | 1.689 | 100,0 |
| Total                          | Total            | Total                      | 1.689 | 100   |

| Eleccions generals del 20/08/1881 |                   |                            |       |      |
| Partit/Ideologia                  | Partit/Ideologia  | Candidat                   | Vots  | %    |
|                                   | Liberal           | Pere Antoni Torres i Jordi | 1.241 | 67,7 |
|                                   | Altres            | Altres                     | 592   | 32,3 |
| Total                             | Total             | Total                      | 1.833 | 100  |
| Cens/participació                 | Cens/participació | Cens/participació          | 2.564 | 71,5 |

### Dècada de 1870
| Eleccions generals del 20/04/1879 |                  |                      |       |      |
| Partit/Ideologia                  | Partit/Ideologia | Candidat             | Vots  | %    |
|                                   | Conservador      | Josep Ferrer i Forés | 1.390 | 92,0 |
|                                   | Altres           | Altres               | 121   | 8,0  |
| Total                             | Total            | Total                | 1.511 | 100  |

| Eleccions generals del 20/01/1876 |                   |                        |       |       |
| Partit/Ideologia                  | Partit/Ideologia  | Candidat               | Vots  | %     |
|                                   | Conservador       | Eduard Gasset i Matheu | 6.629 | 100,0 |
| Total                             | Total             | Total                  | 6.629 | 100   |
| Cens/participació                 | Cens/participació | Cens/participació      | 8.643 | 76,7  |

| Eleccions generals del 10/05/1873 |                   |                       |       |      |
| Partit/Ideologia                  | Partit/Ideologia  | Candidat              | Vots  | %    |
|                                   | Sense dades       | Josep Compte i Pedret | 2.714 | 90,6 |
|                                   | Altres            | Altres                | 281   | 9,4  |
| Total                             | Total             | Total                 | 2.995 | 100  |
| Cens/participació                 | Cens/participació | Cens/participació     | 9.459 | 31,7 |

| Eleccions generals del 24/08/1872 |                  |                       |       |      |
| Partit/Ideologia                  | Partit/Ideologia | Candidat              | Vots  | %    |
|                                   | Sense dades      | Josep Franquet i Dara | 3.239 | 81,5 |
|                                   | Altres           | Altres                | 737   | 18,5 |
| Total                             | Total            | Total                 | 3.976 | 100  |

| Eleccions generals del 03/04/1872 |                  |             |      |
| Partit/Ideologia                  | Partit/Ideologia | Candidat    | Vots |
|                                   | Sense dades      | Sense dades | 0    |

| Eleccions generals del 08/03/1871 |                  |                        |       |      |
| Partit/Ideologia                  | Partit/Ideologia | Candidat               | Vots  | %    |
|                                   | Sense dades      | Matias Vall i Llaberia | 3.358 | 58,5 |
|                                   | Altres           | Altres                 | 2.379 | 41,5 |
| Total                             | Total            | Total                  | 5.737 | 100  |